# إس. دبليو. هارينجتون
إس. دبليو. هارينجتون (بالإنجليزية: S. W. Harrington)‏ هو لاعب كرة قدم أمريكية وطبيب وجراح أمريكي، ولد في 20 أبريل 1889 في بلوسبورغ في الولايات المتحدة، وتوفي في 1975 في روشستر في الولايات المتحدة.